# Dettifoss
La Dettifoss est une chute d'eau de 44 m de hauteur, située sur le cours du fleuve Jökulsá á Fjöllum, en Islande.

## Localisation
Elle se trouve au nord de l'Islande, dans le canyon de la Jökulsá á Fjöllum, entre les chutes Selfoss et Hafragilsfoss, quelque peu isolée dans le désert. Elle est cependant facilement accessible par les routes 864 à l'est et 862 à l'ouest, suffisamment bien entretenues pour être empruntées par des véhicules de tourisme classiques. La 862 est goudronnée et se termine par un parking équipé de toilettes. 1,5 km de marche amène au pied des chutes.
Située à 308 m d'altitude, elle se précipite du haut d'une falaise constituée d'orgues basaltiques récentes (ère Quaternaire). Cette chute est due à la formation d'une faille normale liée à la divergence qui se déroule au niveau du graben de la dorsale islandaise.

## Débit
Les islandais revendiquent pour Dettifoss le titre de chute la plus puissante d'Europe. Cette estimation est à nuancer en fonction du débit retenu. Sur place, le descriptif de la chute indique un débit de 400 m3/s en été, mais le débit du fleuve est estimé dans beaucoup de sources comme compris entre 105 m3/s en hiver et 270 m3/s en été, avec des pics au-delà de 570 m3/s périodiquement.
Avec un débit de 400 m3/s et cette hauteur de chute, la puissance potentiellement récupérable peut être évaluée à : 400 × 103 × 10 × 44 = 176 MW[pas clair].
Dans son cours, 500 000 tonnes de débris sont charriées par an[réf. nécessaire].

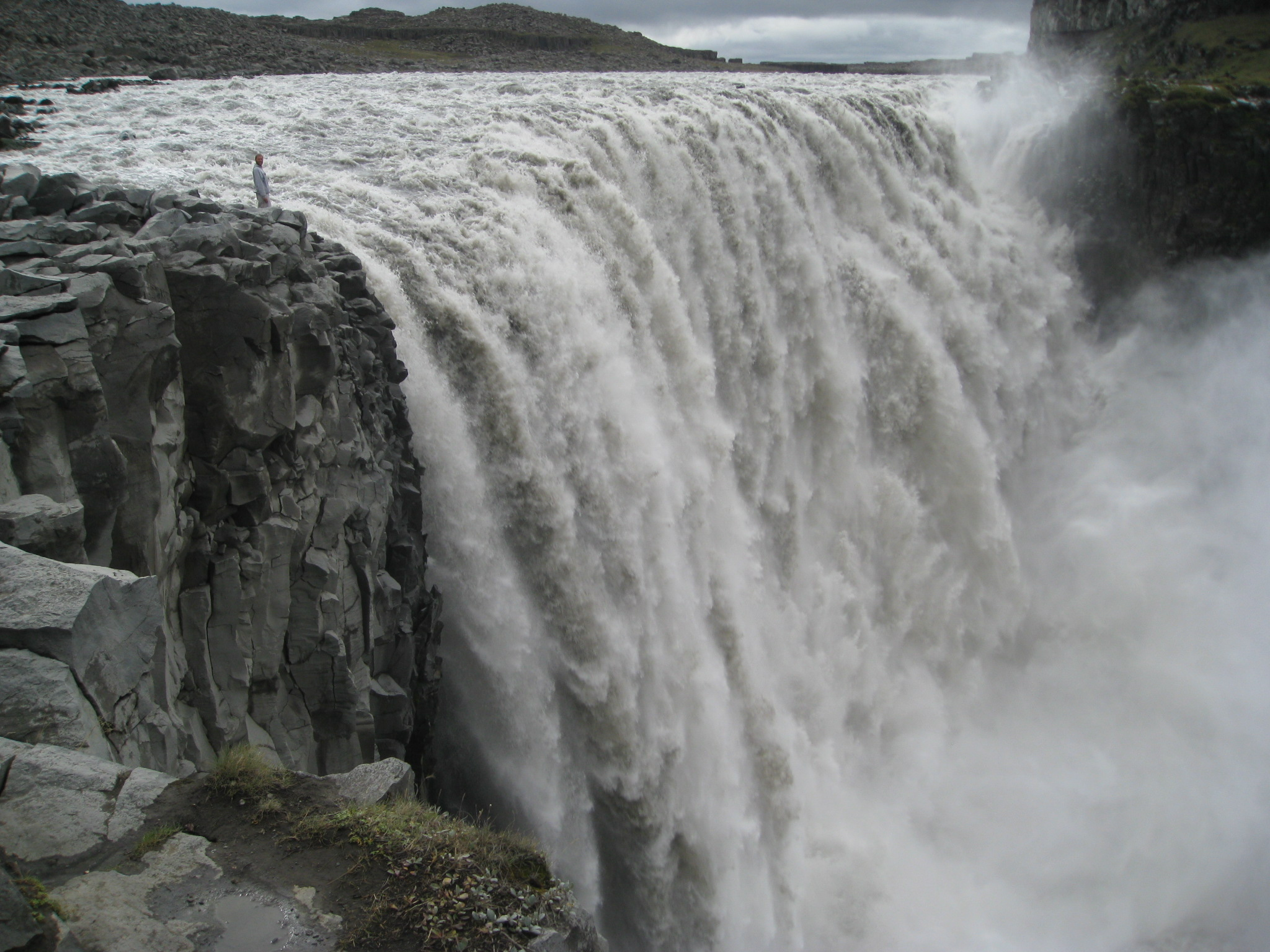
Vue rapprochée de la chute avec une personne donnant l'échelle.

## Cinéma
En 2012, dans le film Prometheus de Ridley Scott, on peut voir la chute d'eau de Dettifoss dans la première scène du film lorsqu'un vaisseau extraterrestre arrive sur Terre. Un humanoïde y est déposé et s'y sacrifie en absorbant un liquide noir sous l'effet duquel son corps se désagrège, répandant son ADN dans le cours d'eau.